# コンデンセート
コンデンセート（英語: condensate）は凝縮物の意味で、化学プラント等では一般的に熱水（蒸気が凝縮した物）を指す。
コンデンセートは、天然ガスの採収にあたり地表において凝縮分離した軽質液状炭化水素である。天然ガスコンデンセート (natural-gas condensate) やコンデンセート油 (condensate oil) ともいう。液化天然ガスは常温常圧で気体である物質を−162℃以下まで冷却して凝縮させたものであるのに対して、コンデンセートは常温常圧で液体である。
コンデンセートの成分は、ナフサの成分とよく似ており、コンデンセートはナフサと同様に石油化学原料として利用される。硫黄、ヒ素、水銀、鉛などの単体または化合物を不純物として含むことがある。
INPEXはオーストラリアにてイクシスLNGプロジェクトを操業主体として立ち上げ、沖合いの鉱区探鉱・開発・生産を行い、2018年10月から初出荷を達成した。